# Bannio Anzino
Bannio Anzino ist eine Gemeinde in der italienischen Provinz Verbano-Cusio-Ossola (VB) in der Region Piemont.

## Lage und Einwohner
Bannio Anzino liegt 46 km westlich von der Provinzhauptstadt Verbania und 27 km südwestlich von Domodossola entfernt und umfasst eine Fläche von 39,47 km². Zu Bannio Anzino gehören die Fraktionen Anzino, Bannio (Gemeindesitz), Pontegrande Località: Case Fornari, Case Prucci, Case Rovazzi, Castelletto, Fontane, Gaggieto, Parcineto, Scalaccia und Valpian. Die Gemeinde hat eine Fläche von 38 km² und hat 444 Einwohner (Stand 31. Dezember 2023).
Die Nachbargemeinden sind Calasca-Castiglione, Carcoforo, Ceppo Morelli, Fobello, Rimella und Vanzone con San Carlo.

## Geschichte

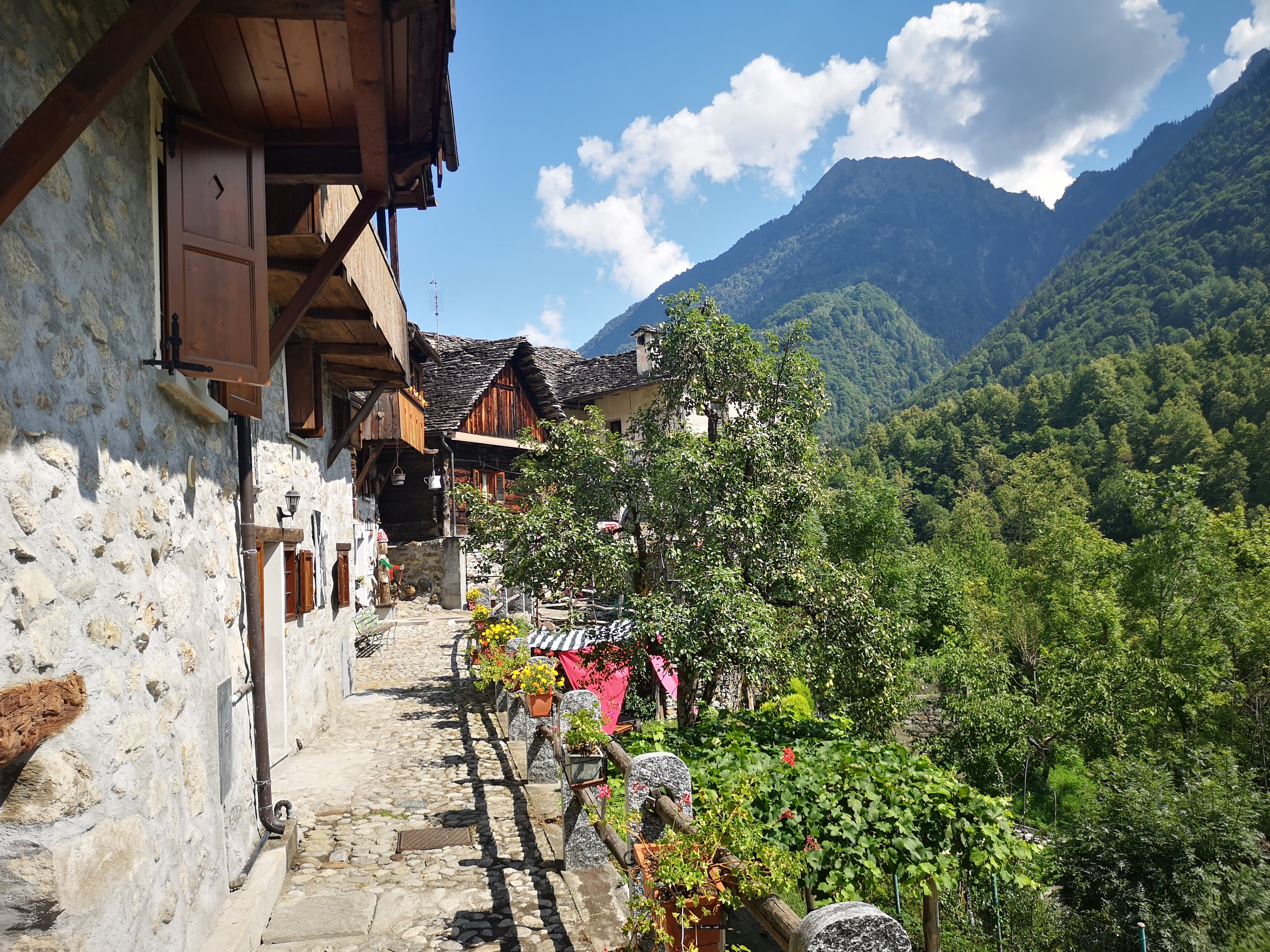
Dorfansicht

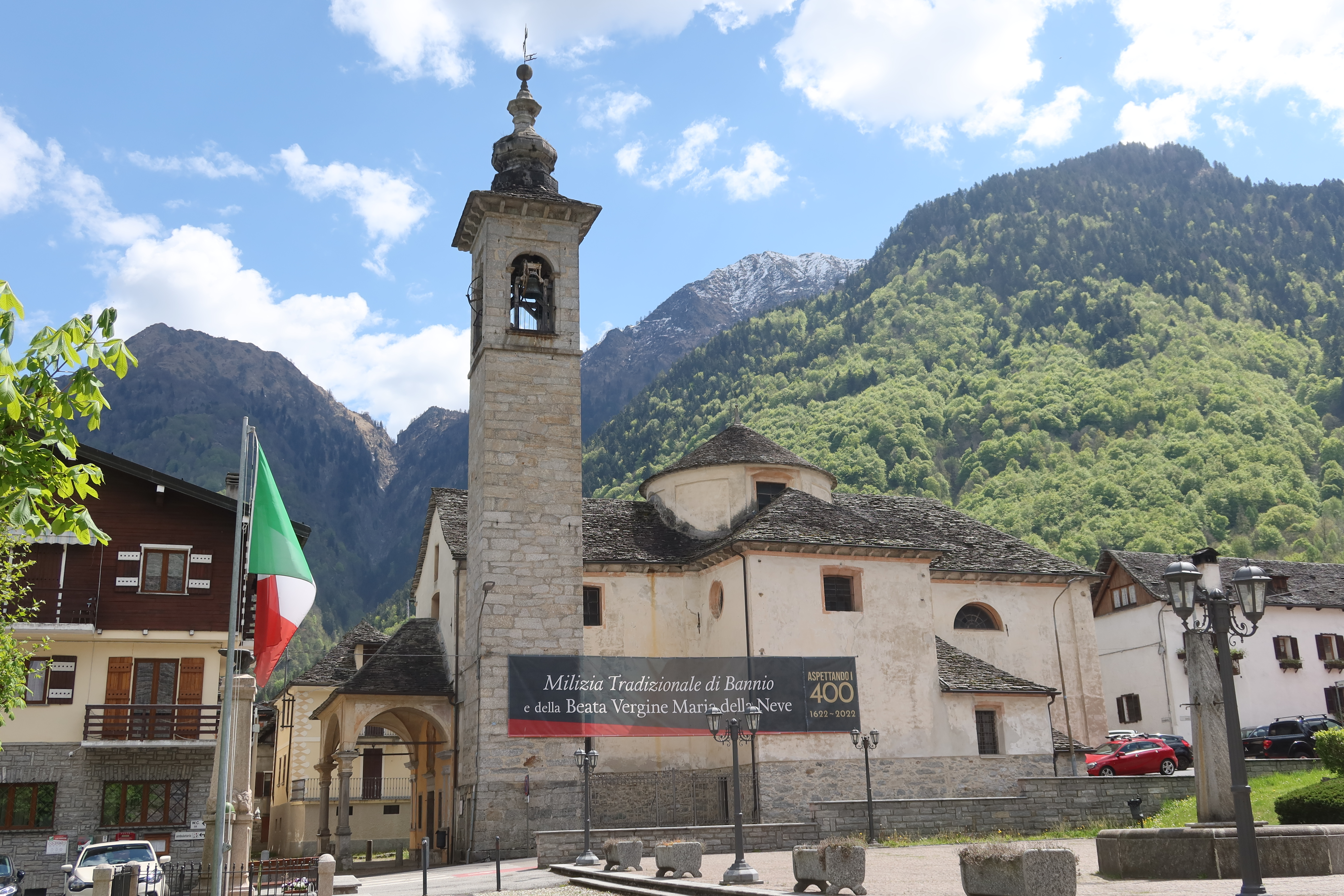
Kirche Beata Vergine Annunziata

Das Dorf Bannio existierte bereits im 1. Jahrhundert vor Christus, wie die Entdeckung einer keltischen Nekropole zeigt. Die Funde in den Ausgrabungen dieser antiken Gräber lassen vermuten, dass es sich um einen bereits fortgeschrittenen Prozess der Romanisierung dieser alten gallischen Populationen handelt, mit häufigem Austausch mit den Römern selbst.

## Sehenswürdigkeiten
- Kirche San Bartolomeo in Bannio war sicherlich eine der ersten, die sich bereits im 10. Jahrhundert von San Vincenzo di Pieve Vergonte löste, einer Kirche, die aus dem gesamten unteren Ossolatal stammt und zum treibenden Zentrum des Christentums im Anzasca-Tal wurde. In einer Seitenkapelle der Kirche wird ein großer bronzener Kruzifix Ausdruck der flämischen Kunst des 16. Jahrhunderts bewahrt. Der elegante Glockenturm, ein Nationaldenkmal, datiert 1592.
- Wallfahrtskirche Madonna della Neve, erbaut zwischen 1618 und 1622 ist mit der Tätigkeit der Milizia Tradizionale verbunden, deren Fest am 5. August gefeiert wird.
- Oratorium von San Bernardo im Ortsteil San Bernardo stammt aus dem 17. Jahrhundert.
- Wallfahrtskirche Sant’Antonio da Padova in Anzino hat eine interessante Geschichte. Sie ist bereits als Oratorium des heiligen Bernhard von Menthon und seit 1640 als Pfarrkirche von Anzino bekannt, dem Jahr, in dem die Pfarrei gegründet wurde, und wurde später zum Heiligtum des heiligen Antonius von Padua, nachdem 1669 ein Altarbild mit der Erscheinung des Kindes Jesus an den Heiligen Antonius eingetroffen war.